# ایویند استنرسن انگلستاد
ایویند استنرسن انگلستاد (انگلیسی: Eivind Stenersen Engelstad; ۲۱ ژوئن ۱۹۰۰ – ۱۶ فوریهٔ ۱۹۶۹) دانشمند در زمینه اهل نروژ بود.